# Pastor Rodríguez
Pastor Rodríguez Barros (Puenteareas, 23 de diciembre de 1922) fue un ciclista en carretera español, que fue profesional entre 1945 y 1949.
Hermano de los más famosos Emilio Rodríguez y Delio Rodríguez, ambos ganadores de la Vuelta a España, y de Manuel Rodríguez, también ciclista profesional, fue el único de la familia que no consiguió éxitos profesionales, pero también fue el que menos años corrió profesionalmente, del 1945 al 1949 sobre todo de individual. Sus resultados más significativos, fue segundo puesto en la Vuelta a Galicia de 1946 y el tercer puesto del Gran Premio de Llodio de 1949.

## Palmarés
- No consiguió ninguna victoria como profesional

## Resultados en Grandes Vueltas y Campeonatos del Mundo
Durante su carrera deportiva consiguió los siguientes puestos en las Grandes Vueltas y en los Campeonatos del Mundo en carretera:
| Carrera         | 1945 | 1946 | 1947 | 1948 | 1949 |
| --------------- | ---- | ---- | ---- | ---- | ---- |
| Giro de Italia  | -    | -    | -    | -    | -    |
| Tour de Francia | -    | -    | -    | -    | -    |
| Vuelta a España | 15º  | 14º  | -    | Ab.  | -    |
| Mundial en ruta | -    | -    | -    | -    | -    |

-: No participa

Ab.: Abandono